# Марко Аргентарије
Марко Аргентарије (Грчки: Μάρκος Ἀργεντάριος; fl. око 60 нове ере) био је грчки епиграматичар.
Око тридесет седам епиграма му се приписује у Грчкој антологији, од којих су већином еротски, а неки су игре речи. 
Стилски докази сугеришу да је писао током раних дана Римског царства, свакако не касније од средине првог века нове ере, а његов примљени епитет (argentarius, „мењач новца“) подржава тезу да је имао посла у Риму али ништа више није познато о томе.